# بخش روتک
بخش روتک (به انگلیسی: Rohtak division) یک منطقهٔ مسکونی در هند است که در هاریانا واقع شده‌است.